# Oda Nagamasa
Oda Nagamasa est un nom japonais traditionnel ; le nom de famille (ou le nom d'école), Oda, précède donc le prénom (ou le nom d'artiste).
Oda Nagamasa (織田長政, 1587-7 avril 1670) est un daimyō du début de l'époque d'Edo, à la tête du domaine de Kaijū. Il est neveu d'Oda Nobunaga. Né en 1587, il est en effet le quatrième fils de Nagamasu, plus jeune frère de Nobunaga. Dans sa jeunesse, il est page auprès de Tokugawa Ieyasu et reçoit un revenu de 3 000 koku. En 1605, il reçoit le rang de 5e junior inférieur (ju-goi no ge) et le titre de Tango no kami, bien que son titre est plus tard changé pour celui de Saemonza.
À la suite du siège d'Osaka en 1615, Oda Nagamasu divise ses possessions en provinces de Yamato et Settsu, accordant à Nagamasa une terre de 10 000 koku de revenus. Nagamasa installe sa résidence dans le village de Yamaguchi de la province de Yamato et peu après la déplace au village de Kaijū dont il prend le nom de domaine (plus tard de nouveau changé pour celui de Shibamura). À la même époque, son jeune frère Hisanaga reçoit 10 000 koku et fonde le domaine de Yanagimoto. Nagamasa dirige Kaijū jusqu'à sa retraite à la fin de 1659, quand il transmet son pourvoir à son fils ainé Nagasada. Après sa retraite, Nagamasa prend le style bokusai (ト斎).

## Famille
- Père : Oda Nagamasu (1548-1622)
- Frère : Oda Hisanaga
- Fils : Oda Nagasada

## Source de la traduction
- (en) Cet article est partiellement ou en totalité issu de l’article de Wikipédia en anglais intitulé « Oda Nagamasa » (voir la liste des auteurs).